# 林雪
林 雪（ラム・シュー、1964年7月8日 - ）は、香港の俳優。日本語では「ラム・シュ」と表記されることもある。

## 経歴
1964年7月8日、天津に生まれる。15歳の頃、香港へ移り住む。
2004年、『PTU』で香港金紫荊奨最優秀助演男優賞を受賞する。2009年、『冷たい雨に撃て、約束の銃弾を』に出演する。

## フィルモグラフィー

### 映画
- ファイヤーライン（1996年）
- デッドポイント 黒社会捜査線（1998年）
- ザ・ミッション 非情の掟（1999年）
- Needing You（2000年）
- 冷戦（2001年）
- 幽霊刑事（2001年）
- ダイエット・ラブ（2001年）
- 潜入黒社会（2001年）
- デッドエンド 暗戦リターンズ（2001年）
- フルタイム・キラー（2001年）
- ターンレフト・ターンライト（2002年）
- 完全なる飼育 香港情夜（2002年）
- 凶女 KYOU-JO（2002年）
- PTU（2003年）
- サウンド・オブ・カラー 地下鉄の恋（2003年）
- 大丈夫（2003年）
- 爆裂都市（2004年）
- ブレイキング・ニュース（2004年）
- ワンナイト・イン・モンコック（2004年）
- カンフーハッスル（2004年）
- ブラッディ・レイン（2004年）
- 愛と死の間で（2005年）
- エレクション（2005年）
- 恋愛初歌（2006年）
- ドッグ・バイト・ドッグ（2006年）
- 私の胸の思い出（2006年）
- エグザイル/絆（2006年）
- エレクション 死の報復（2006年）
- MAD探偵 7人の容疑者（2007年）
- 天使の眼、野獣の街（2007年）
- 強奪のトライアングル（2007年）
- 僕は君のために蝶になる（2008年）
- さそり（2008年）
- スリ（2008年）
- 新宿インシデント（2009年）
- 冷たい雨に撃て、約束の銃弾を（2009年）
- 風雲 ストームウォリアーズ（2009年）
- アクシデント（2009年）
- トリプルタップ（2010年）
- イップ・マン 誕生（2010年）
- 単身男女（2011年）
- 大魔術師"X"のダブル・トリック（2011年）
- 白蛇伝説〜ホワイト・スネーク〜（2011年）
- ビーチ・スパイク!（2011年）
- ドラッグ・ウォー 毒戦（2012年）
- 名探偵ゴッド・アイ（2013年）
- ドラゴン・コップス-微笑捜査線-（2013年）
- 惨殺のサイケデリア（2013年）
- アイスマン（2014年）
- ミッドナイト・アフター（2014年）
- 単身男女2（2014年）
- 道士下山（2015年）
- 誘拐捜査（2015年）
- クレイジー・ナイン（2016年） ※第11回大阪アジアン映画祭で上映（映画祭邦題は「荒らし」）
- ホワイト・バレット（2016年）
- 男たちの挽歌 REBORN（2018年） ※第13回大阪アジアン映画祭で上映（映画祭邦題は「男たちの挽歌 2018」）
- 家和萬事驚（2019年）※Netflix配信タイトルは「眺望良好」
- 恭喜八婆（2019年） ※第14回大阪アジアン映画祭で上映（映画祭邦題は「ハッピーパッポー」）
- 無敵のドラゴン（2019年）
- 七人樂隊（2020年） ※第21回東京フィルメックスで上映（映画祭邦題は「七人楽隊」）
- 映画 真・三國無双（2021年）
- 臨時強盗（中国語版）』（2024年）※香港映画祭2024で上映

### テレビドラマ
- 麗王別姫 〜花散る永遠の愛〜（2017年）

## 受賞
- 2004年 - 香港金紫荊奨 - 最優秀助演男優賞（『PTU』）
- 2017年 - アジア・フィルム・アワード - 助演男優賞（『大樹は風を招く』）